# Millennium Trophy
Le Millennium Trophy est un trophée attribué au vainqueur d'un match annuel de rugby à XV entre l'Angleterre et l'Irlande.

## Historique
Les fédérations anglaise et irlandaise de rugby à XV ont décidé de créer ce trophée à l'occasion des fêtes célébrant, en 1988, le millénaire de Dublin. Il s'agissait aussi de donner un peu de visibilité à cette rencontre en imitant d'autres trophées du rugby international récompensant le vainqueur d'affrontements entre deux nations, tels la Calcutta Cup (Angleterre contre Écosse) ou la Bledisloe Cup (Nouvelle-Zélande contre Australie). 
Le trophée prend l'apparence d'un petit casque viking.

## Confrontations
| No | Date             | Lieu                                     | Match                | Score   | Compétition                   |
| -- | ---------------- | ---------------------------------------- | -------------------- | ------- | ----------------------------- |
| 1  | 23 avril 1988    | Lansdowne Road, Dublin, Irlande          | Irlande – Angleterre | 10 – 21 | Test match                    |
| 2  | 18 février 1989  | Lansdowne Road, Dublin, Irlande          | Irlande – Angleterre | 3 – 16  | Tournoi des Cinq Nations 1989 |
| 3  | 20 janvier 1990  | Stade de Twickenham, Londres Angleterre  | Angleterre – Irlande | 23 – 0  | Tournoi des Cinq Nations 1990 |
| 4  | 2 mars 1991      | Lansdowne Road, Dublin, Irlande          | Irlande – Angleterre | 7 – 16  | Tournoi des Cinq Nations 1991 |
| 5  | 1er février 1992 | Stade de Twickenham, Londres, Angleterre | Angleterre – Irlande | 38 – 9  | Tournoi des Cinq Nations 1992 |
| 6  | 20 mars 1993     | Lansdowne Road, Dublin, Irlande          | Irlande – Angleterre | 17 – 3  | Tournoi des Cinq Nations 1993 |
| 7  | 19 février 1994  | Stade de Twickenham, Londres, Angleterre | Angleterre – Irlande | 12 – 13 | Tournoi des Cinq Nations 1994 |
| 8  | 21 janvier 1995  | Lansdowne Road, Dublin, Irlande          | Irlande – Angleterre | 8 – 20  | Tournoi des Cinq Nations 1995 |
| 9  | 16 mars 1996     | Stade de Twickenham, Londres, Angleterre | Angleterre – Irlande | 28 – 15 | Tournoi des Cinq Nations 1996 |
| 10 | 15 février 1997  | Lansdowne Road, Dublin, Irlande          | Irlande – Angleterre | 6 – 46  | Tournoi des Cinq Nations 1997 |
| 11 | 4 avril 1998     | Stade de Twickenham, Londres, Angleterre | Angleterre – Irlande | 35 – 17 | Tournoi des Cinq Nations 1998 |
| 12 | 6 mars 1999      | Lansdowne Road, Dublin, Irlande          | Irlande – Angleterre | 15 – 27 | Tournoi des Cinq Nations 1999 |
| 13 | 5 février 2000   | Stade de Twickenham, Londres, Angleterre | Angleterre – Irlande | 50 – 18 | Tournoi des Six Nations 2000  |
| 14 | 20 octobre 2001  | Lansdowne Road, Dublin, Irlande          | Irlande – Angleterre | 20 – 14 | Tournoi des Six Nations 2001  |
| 15 | 16 février 2002  | Stade de Twickenham, Londres, Angleterre | Angleterre – Irlande | 45 – 11 | Tournoi des Six Nations 2002  |
| 16 | 30 mars 2003     | Lansdowne Road, Dublin, Irlande          | Irlande – Angleterre | 6 – 42  | Tournoi des Six Nations 2003  |
| 17 | 6 mars 2004      | Stade de Twickenham, Londres, Angleterre | Angleterre – Irlande | 13 – 19 | Tournoi des Six Nations 2004  |
| 18 | 27 février 2005  | Lansdowne Road, Dublin, Irlande          | Irlande – Angleterre | 19 – 13 | Tournoi des Six Nations 2005  |
| 19 | 18 mars 2006     | Stade de Twickenham, Londres, Angleterre | Angleterre – Irlande | 24 – 28 | Tournoi des Six Nations 2006  |
| 20 | 24 février 2007  | Croke Park, Dublin, Irlande              | Irlande – Angleterre | 43 – 13 | Tournoi des Six Nations 2007  |
| 21 | 15 mars 2008     | Stade de Twickenham, Londres, Angleterre | Angleterre – Irlande | 33 – 10 | Tournoi des Six Nations 2008  |
| 22 | 28 février 2009  | Croke Park, Dublin, Irlande              | Irlande – Angleterre | 14 – 13 | Tournoi des Six Nations 2009  |
| 23 | 27 février 2010  | Stade de Twickenham, Londres, Angleterre | Angleterre – Irlande | 16 – 20 | Tournoi des Six Nations 2010  |
| 24 | 19 mars 2011     | Aviva Stadium, Dublin, Irlande           | Irlande – Angleterre | 24 – 8  | Tournoi des Six Nations 2011  |
| 25 | 17 mars 2012     | Stade de Twickenham, Londres, Angleterre | Angleterre – Irlande | 30 – 9  | Tournoi des Six Nations 2012  |
| 26 | 10 février 2013  | Aviva Stadium, Dublin, Irlande           | Irlande – Angleterre | 6 – 12  | Tournoi des Six Nations 2013  |
| 27 | 22 février 2014  | Stade de Twickenham, Londres, Angleterre | Angleterre – Irlande | 13 – 10 | Tournoi des Six Nations 2014  |
| 28 | 1er mars 2015    | Aviva Stadium, Dublin, Irlande           | Irlande – Angleterre | 19 – 9  | Tournoi des Six Nations 2015  |
| 29 | 27 février 2016  | Stade de Twickenham, Londres, Angleterre | Angleterre – Irlande | 21 – 10 | Tournoi des Six Nations 2016  |
| 30 | 18 mars 2017     | Aviva Stadium, Dublin, Irlande           | Irlande – Angleterre | 13 – 9  | Tournoi des Six Nations 2017  |
| 31 | 17 mars 2018     | Stade de Twickenham, Londres, Angleterre | Angleterre – Irlande | 14 – 25 | Tournoi des Six Nations 2018  |
| 32 | 2 février 2019   | Aviva Stadium, Dublin, Irlande           | Irlande – Angleterre | 20 – 32 | Tournoi des Six Nations 2019  |
| 33 | 23 février 2020  | Stade de Twickenham, Londres, Angleterre | Angleterre – Irlande | 24 – 12 | Tournoi des Six Nations 2020  |
| 34 | 20 mars 2021     | Aviva Stadium, Dublin, Irlande           | Irlande – Angleterre | 32 – 18 | Tournoi des Six Nations 2021  |
| 35 | 12 mars 2022     | Stade de Twickenham, Londres, Angleterre | Angleterre – Irlande | 15 – 32 | Tournoi des Six Nations 2022  |
| 36 | 18 mars 2023     | Aviva Stadium, Dublin, Irlande           | Irlande – Angleterre | 29 – 16 | Tournoi des Six Nations 2023  |
| 37 | 9 mars 2024      | Stade de Twickenham, Londres, Angleterre | Angleterre – Irlande | 23 – 22 | Tournoi des Six Nations 2024  |
| 38 | 1 février 2025   | Aviva Stadium, Dublin, Irlande           | Irlande – Angleterre | 27 – 22 | Tournoi des Six Nations 2025  |

## Records
- Plus longue série de victoires : 6 (Angleterre de 1995 à 2000)
- Plus grande marge : 40 points (1997 : Irlande 6-46 Angleterre)
- Plus petite marge : 1 point (1994 : Angleterre 12-13 Irlande, 2009 : Irlande 14-13 Angleterre et 2024 : Angleterre 23-22 Irlande)
- Plus gros total marqué : 68 points (2000 : Angleterre 50-18 Irlande)
- Plus petit total marqué : 18 points (2013 : Irlande 6-12 Angleterre)